# Aderus vicinus
Aderus vicinus là một loài bọ cánh cứng trong họ Aderidae. Loài này được Pic mô tả khoa học năm 1905.